# André Joriot
André Joriot, né le 3 novembre 1921 à Paris et mort le 30 novembre 1944 à Gaggenau, est un officier et résistant français du réseau Alliance exécuté sommairement par les Allemands pendant la Seconde Guerre mondiale.

## Biographie
André, Jules, Hubert Joriot est le fils de Hermann Louis, ingénieur, et de Geneviève Auzary.
En 1940, il entre à l'École spéciale militaire de Saint-Cyr transféré à Aix-en-Provence, promotion Maréchal Pétain. Il en sort en 1942 avec le grade de sous-lieutenant,.
En juin 1943, il s'engage, sous le pseudonyme de « Lamproie », dans la Résistance au sein du réseau Alliance. Il obtient de nombreux renseignements, notamment sur les mouvements des sous-marins allemands des bases de la côte Atlantique. Il devient l'adjoint du chef de la région Bordeaux-Charente,,.
Le 30 septembre 1943, il est blessé lors de son arrestation par la Gestapo.
En janvier 1944, il est déporté, via Compiègne et Strasbourg, vers le camp de Buchenwald.
Le 3 mai 1944, après étude de son dossier par le Reichskriegsgericht, il n'est pas jugé, mais, classé Nacht und Nebel (NN) et remis à la disposition du Sicherheitsdienst (SD).
Le 10 septembre 1944, après avoir été détenu à la prison d'Offenburg, il est transféré au camp de Gaggenau annexe du camp de sûreté de Vorbruck-Schirmeck. Il est accompagné de huit autres membres du Réseau Alliance,.
Le 30 novembre 1944, il est emmené avec les autres déportés du Réseau Alliance (Pierre Audevie, Joseph Bordes, Sigismond Damm, Jean-Henri Durand, MIchel Gartner, Robert Gontier, Martin Sabarots, André Soussotte) dans une forêt, près de Gaggenau où ils sont abattus sommairement,.
Après la guerre, grâce aux indications de l'abbé Hett qui fut leur compagnon de détention, leurs corps sont découverts dans un charnier sur le lieu de leur exécution. Le corps d'André Joriot est rapatrié en France où il est identifié à Strasbourg le 10 juillet 1945.

## Reconnaissance

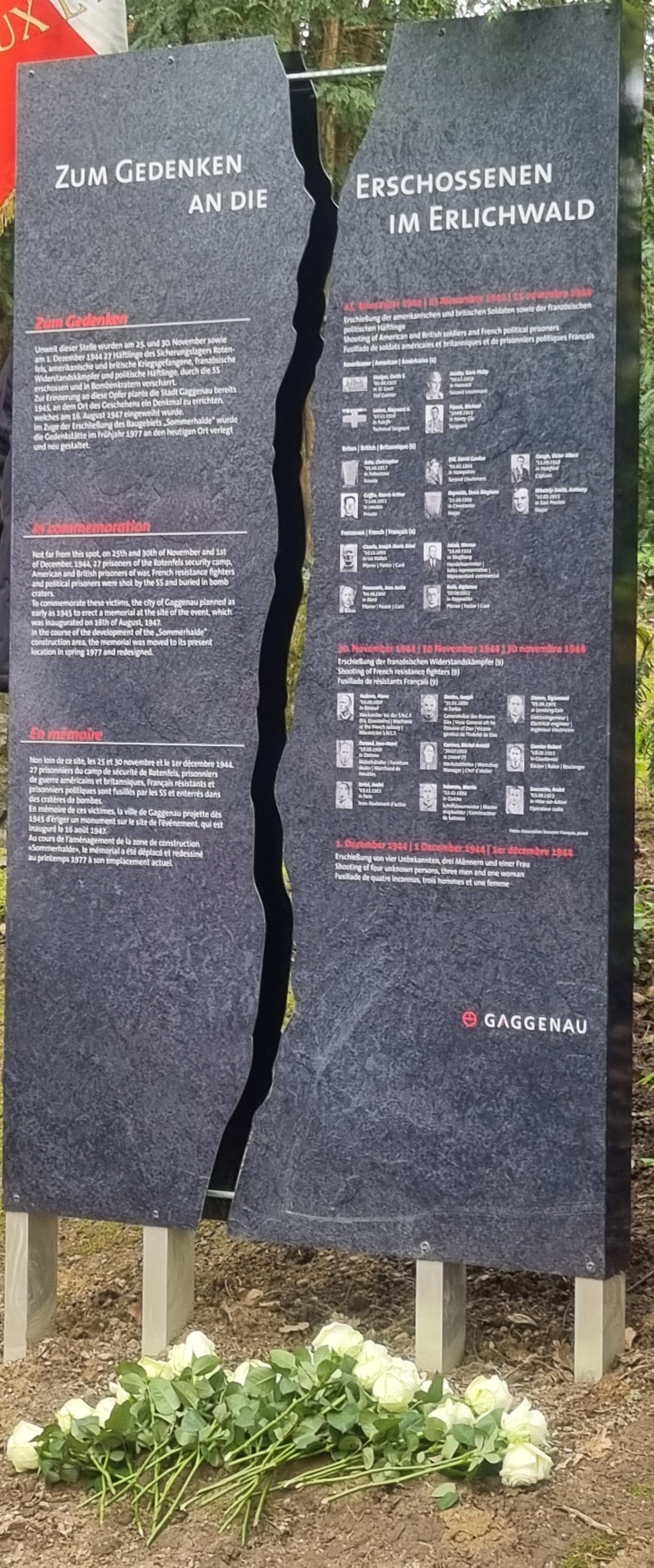
Stèle inaugurée le 30/04/2023 à Gaggenau.

À Gaggenau, son nom et sa photos figurent sur la stèle commémorative inaugurée, le 30 avril 2023, par la municipalité.
Son nom figure sur :
- La plaque commémorative du réseau Alliance à l’entrée de la base sous-marine de Bordeaux[1].
- Le monument aux morts de Lastic[5]

## Distinctions
À titre posthume :
- Chevalier de la Légion d'honneur[1] ;
- Croix de guerre 1939–1945, palme de bronze[2];
- Médaille de la Résistance française avec rosette (24 avril 1946)[1],[6].

Citation à l'ordre de l'armée, :

« Jeune Saint-cyrien entré dans la Résistance en 1943 sous le pseudonyme de « Lamproie ». Adjoint au Chef de la Résistance pour la région « Bordeaux-Charentes » a été un remarquable organisateur et un agent précieux, recueillant des renseignements de première importance sur l'activité ennemie et notamment sur les mouvements des sous-marins des bases de l'Atlantique. A assuré momentanément avec beaucoup de sang-froid et d'abnégation, le commandement de sa région, faisant preuve de réelles qualités de chef. Blessé au cours de son arrestation, a été déporté en Allemagne au camp de Gaggenau (Forêt Noire), en décembre 1943. A succombé, victime des sévices et des atrocités nazies. »

Il est reconnu « Mort pour la France » (31 mars 1947), « Mort en déportation » (10 février 2012) et « Déporté résistant »,,.